# Iglesia del Gesù Nuovo
La Iglesia del Gesù Nuovo (en italiano: Chiesa del Gesù Nuovo) o de la Trinità Maggiore, es una iglesia de Nápoles, Italia, situada en la Piazza del Gesù Nuovo, frente al Obelisco de la Inmaculada y a la Basílica de Santa Clara. Es una de las iglesias más importantes y grandes de la ciudad, y alberga una de las mayores colecciones de pintura y escultura barroca, en la que han trabajado algunos de los artistas más influyentes de la escuela napolitana. En su interior está custodiado el cuerpo de san Giuseppe Moscati, canonizado por el papa Juan Pablo II en el 1987.

## Historia

### Palazzo Sanseverino
Originalmente en la parcela de la iglesia estaba el Palazzo Sanseverino, proyectado por Novello da San Lucano y finalizado en 1470 por voluntad expresa de Roberto Sanseverino, Príncipe de Salerno. Una placa colocada en la fachada por el propio Novello reza así:

Novello da San Lucano, arquitecto egregio, más por obsequio que por recompensa, elevó este palacio al Príncipe de Salerno, su señor y principal benefactor, el año de 1470.
Novellus de Sancto Lucano Architector Egregius Obsequio Magisquam Salario Principi Salernitano Suo Et Domino Et Benefactori Precipuo Has Aedes Editit Anno MCCCCLXX

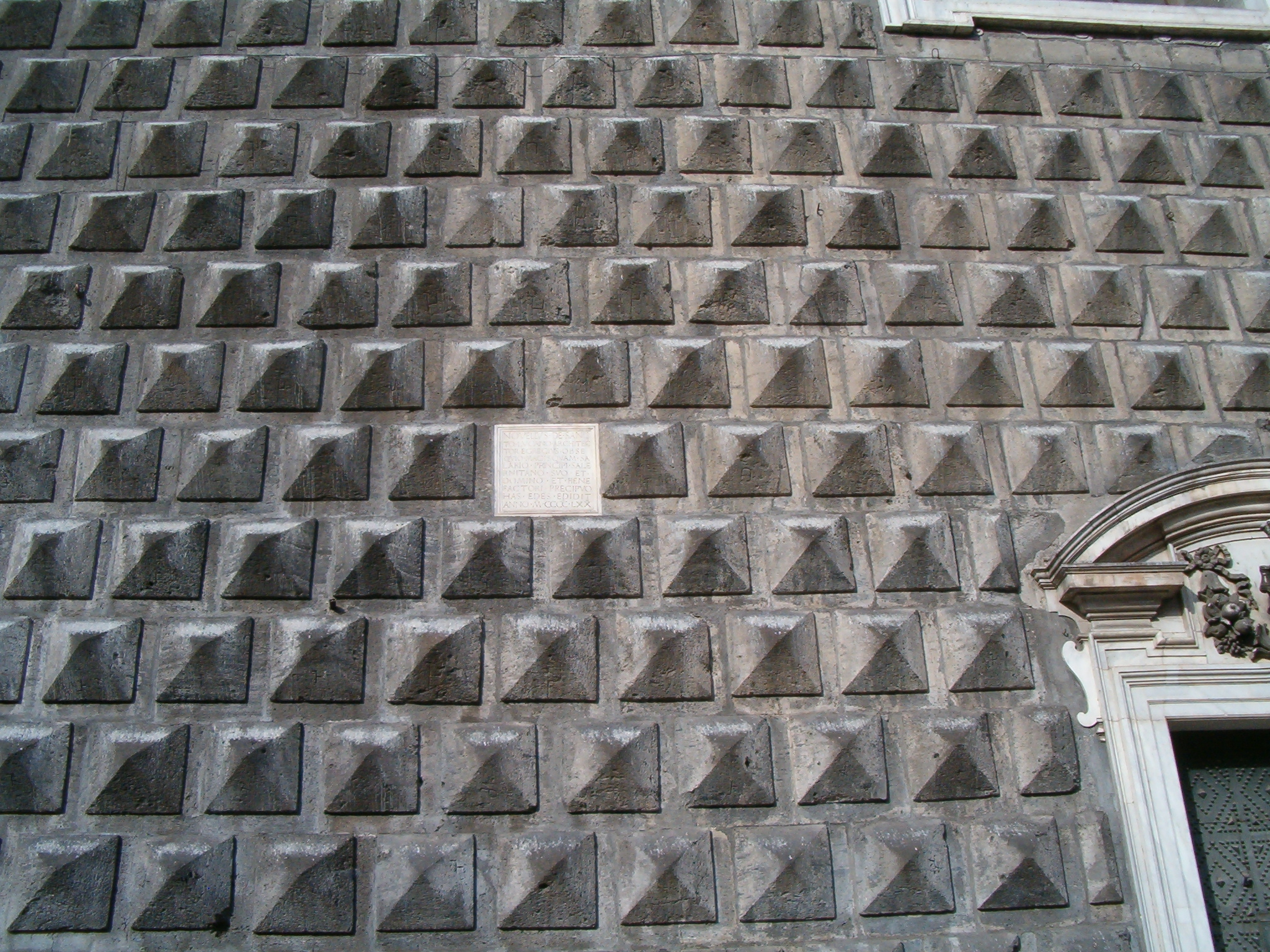
Detalle del almohadillado de la fachada; en el centro el epígrafe de mármol de Novello da San Lucano.

A continuación, el palacio pasó de Roberto a su hijo Antonello que, por diferencias con la corte aragonesa (encabezó la Conspiración de los Barones en 1485), sufrió en ese mismo año la confiscación de sus bienes y por tanto fue obligado a huir de Nápoles. Posteriormente, su hijo Roberto II obtuvo el perdón del rey de España y la familia pudo volver al palacio, donde realizaría las célebres «academias». En el palacio se alojó Pietro Aretino, que conoció allí a los literatos napolitanos Scipione Capece y Antonio Mariconda.
En los tiempos de Ferrante Sanseverino, hijo de Roberto II, y de su esposa Isabella Villamarina, el palacio era célebre por la belleza de sus interiores, sus salas decoradas con frescos y su espléndido jardín. Era además un punto de referencia para la cultura renacentista y barroca napolitana en torno a la persona de Bernardo Tasso, secretario de don Ferrante. Cuando en 1536 Carlos V visitó Nápoles a su regreso de sus hazañas en África (conquista de Túnez), Ferrante lo acogió en su palacio, organizando en su honor una fiesta lujosísima que ha quedado recordada en las crónicas de la época.
Durante el virreinato de Pedro de Toledo, en 1547, se intentó introducir en Nápoles la inquisición española, frente a lo cual el pueblo se rebeló y Ferrante Sanseverino apoyó la oposición popular. Pese a que consiguió impedir esta grave desgracia para Nápoles, no pudo evitar la venganza de los españoles, que le confiscaron todos sus bienes y lo obligaron en 1552 a marchar al exilio. Los bienes de los Sanseverino (al menos los de la rama de los príncipes de Salerno) pasaron entonces al fisco y fueron puestos a la venta por voluntad de Felipe II. En 1584 el palacio, incluidos sus jardines, fue vendido a los jesuitas, los cuales readaptaron entre 1584 y 1601 el edificio civil a una iglesia, instituyendo posteriormente en esta zona la llamada «insula gesuitica», es decir el complejo de edificios que albergaban a la Compañía de Jesús, compuesto además de la iglesia por el Palazzo delle Congregazioni (1592) y por la Casa Profesa (1608).

### Iglesia
Tras convertirse en propietarios del palacio, los jesuitas encargaron la remodelación de todo el complejo a sus hermanos Giuseppe Valeriano y Pietro Provedi, quienes vaciaron completamente el suntuoso palacio, no conservando ni las espléndidas salas ni los jardines. Las únicas partes que se salvaron fueron la fachada almohadillada (readaptada a la iglesia) y el portal de mármol renacentista. Las obras fueron financiadas por la principal benefactora de los jesuitas de Nápoles, Isabella Feltria Della Rovere, princesa de Bisignano (por ser esposa de Niccolò Bernardino Sanseverino, último exponente de la rama de los Sanseverino príncipes de Bisignano). El nombre de la princesa, junto con el de Roberto I Sanseverino, es recordado en la inscripción encerrada en un cartucho de mármol presente en el arquitrabe del portal principal. El cartucho fue colocado en 1597, como indica la fecha que se encuentra en el fondo de la inscripción, que corresponde al año en el que la iglesia abrió al culto. La consagración se produjo el 7 de octubre de 1601. Aunque estaba dedicada a la Inmaculada, la nueva iglesia de los jesuitas fue llamada inmediatamente «del Gesù Nuovo» para distinguirla de la otra ya existente, convertida para la ocasión en «del Gesù Vecchio».

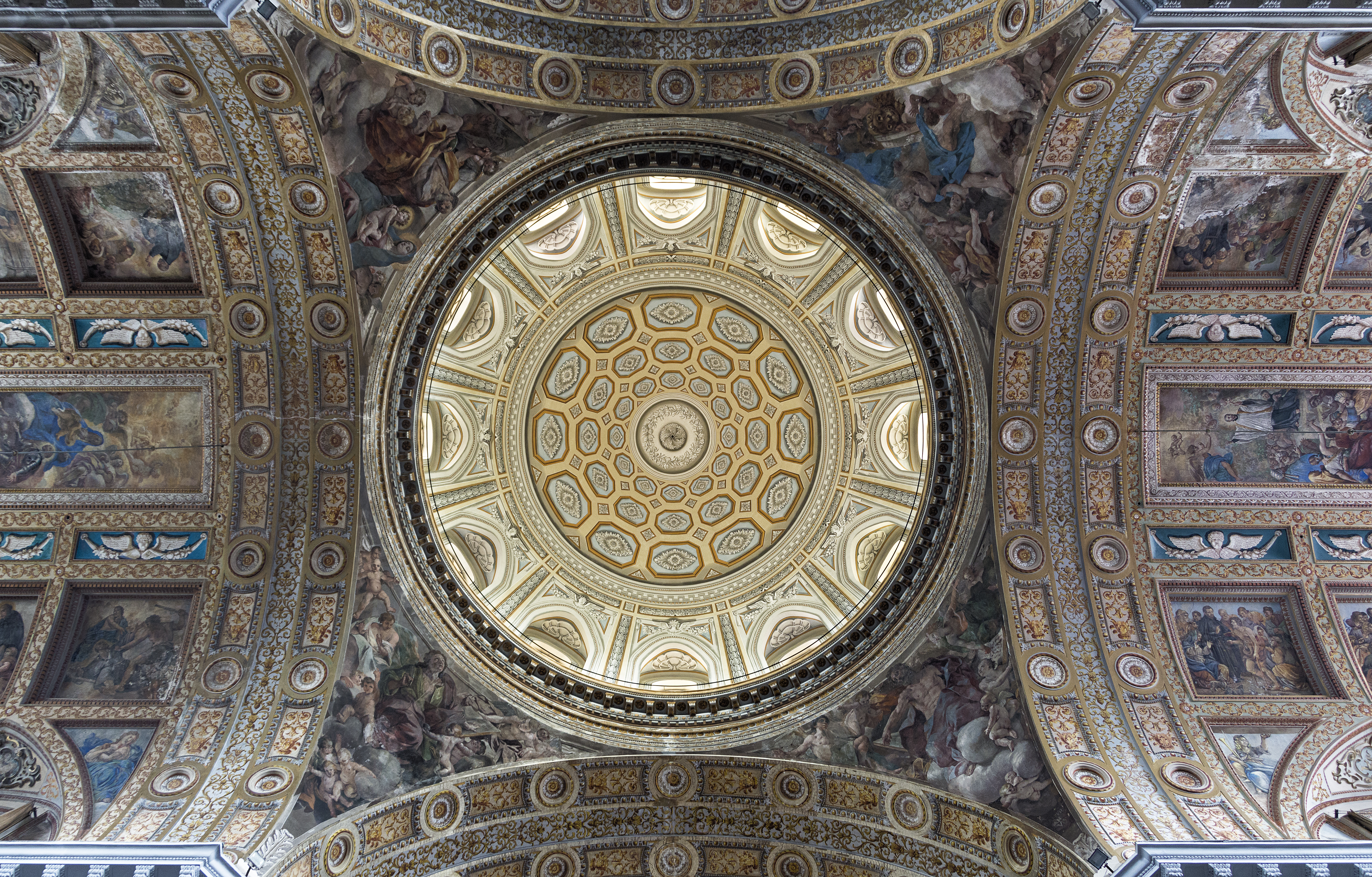
El interior de la cúpula tal y como fue reconstruida en 1786.

Entre 1629 y 1634 se erigió la primera cúpula de la iglesia. Las obras fueron dirigidas por el jesuita Agatio Stoia según los proyectos de Valeriano y Provedi y entre 1635 y 1636 Giovanni Lanfranco pintó los frescos de la cúpula, con un estupefaciente Paraíso admirado por todos. En 1639 la iglesia, a causa de un incendio, fue sometida a obras de restauración que fueron dirigidas por Cosimo Fanzago. En 1652 se encargó a Aniello Falcone que decorara con frescos la bóveda de la gran sacristía.
En 1688 un terremoto hizo que se derrumbara la cúpula y se dañaran los interiores. Entre 1693 y 1695 se procedió por tanto a la reconstrucción y finalización de la iglesia: la cúpula fue reconstruida por Arcangelo Guglielmelli. Además, en 1695, el portal original de mármol renacentista fue enriquecido con dos columnas, un frontón quebrado, cuatro ángeles y el escudo de la Compañía de Jesús. En 1717 se reforzó todo el complejo, según el proyecto de Ferdinando Fuga, con la erección de contrafuertes y arbotantes. Paolo De Matteis pintó además en la cúpula reconstruida una Gloria de la Virgen, fresco que sin embargo hizo lamentar el perdido Paraíso de Lanfranco. En 1725 las obras del Gesù Nuovo se podían considerar concluidas.

Altar mayor

En 1767, después de que los jesuitas fueran expulsados del Reino de Nápoles, la iglesia pasó a los franciscanos reformados, provenientes de los conventos de la Santa Croce y de la Trinità di Palazzo, que dieron a la iglesia el nombre de Trinità Maggiore. Los franciscanos, sin embargo, permanecieron poco tiempo allí por la incierta estática del edificio: en 1774, a causa de un segundo derrumbe parcial de la cúpula, esta fue demolida totalmente, mientras que la iglesia permaneció cerrada durante unos treinta años. En 1786 el ingeniero Ignazio di Nardo se dedicó a reconstruir la cubierta de la iglesia: la cúpula fue sustituida con una falsa cúpula aplastada (llamada scodella o «escudilla») que actualmente se presenta pintada con un casetonado en perspectiva; por su parte, la cubierta de la nave de la iglesia se hizo con un techo a cerchas.
En 1804 los jesuitas fueron readmitidos en el reino, pero nuevamente expulsados durante la época francesa, entre 1806 y 1814. Tras la vuelta de los Borbones, en 1821 la iglesia volvió a las posesiones de la Compañía de Jesús. Sin embargo, en 1848 y 1860 los jesuitas fueron expulsados de nuevo. El 8 de diciembre de 1857 se terminó el altar mayor diseñado por el jesuita Ercole Giuseppe Grossi y la iglesia se dedicó a la Inmaculada Concepción. En 1900 la orden de los jesuitas pudo volver definitivamente.
La iglesia sufrió graves daños durante la Segunda Guerra Mundial a causa de los ataques aéreos. Durante uno de estos bombardeos, cayó una bomba sobre el techo de la nave central, milagrosamente sin explotar. Actualmente la bomba está expuesta en los locales contiguos a la nave derecha de la iglesia, dedicados a san Giuseppe Moscati. En 1975 la iglesia fue restaurada de nuevo bajo la dirección de Paolo Martuscelli; las obras fueron realizadas también por el padre jesuita Antonio Volino, que procedió entre otras cosas a la enésima reparación de la pseudocúpula.

## Descripción

### Exterior
La fachada del Palazzo Sanseverino se convirtió en la fachada de la iglesia; esta se caracteriza por su particular almohadillado, compuesto por una especie de pequeñas pirámides que sobresalen hacia el exterior, utilizadas habitualmente en el renacimiento véneto. Estas pirámides presentan extrañas marcas grabadas por los cortadores de piedra napolitanos que dieron forma a la durísima piedra de piperno. La interpretación tradicional era que estas marcas caracterizaban a los diferentes equipos de trabajo en los que se dividían.

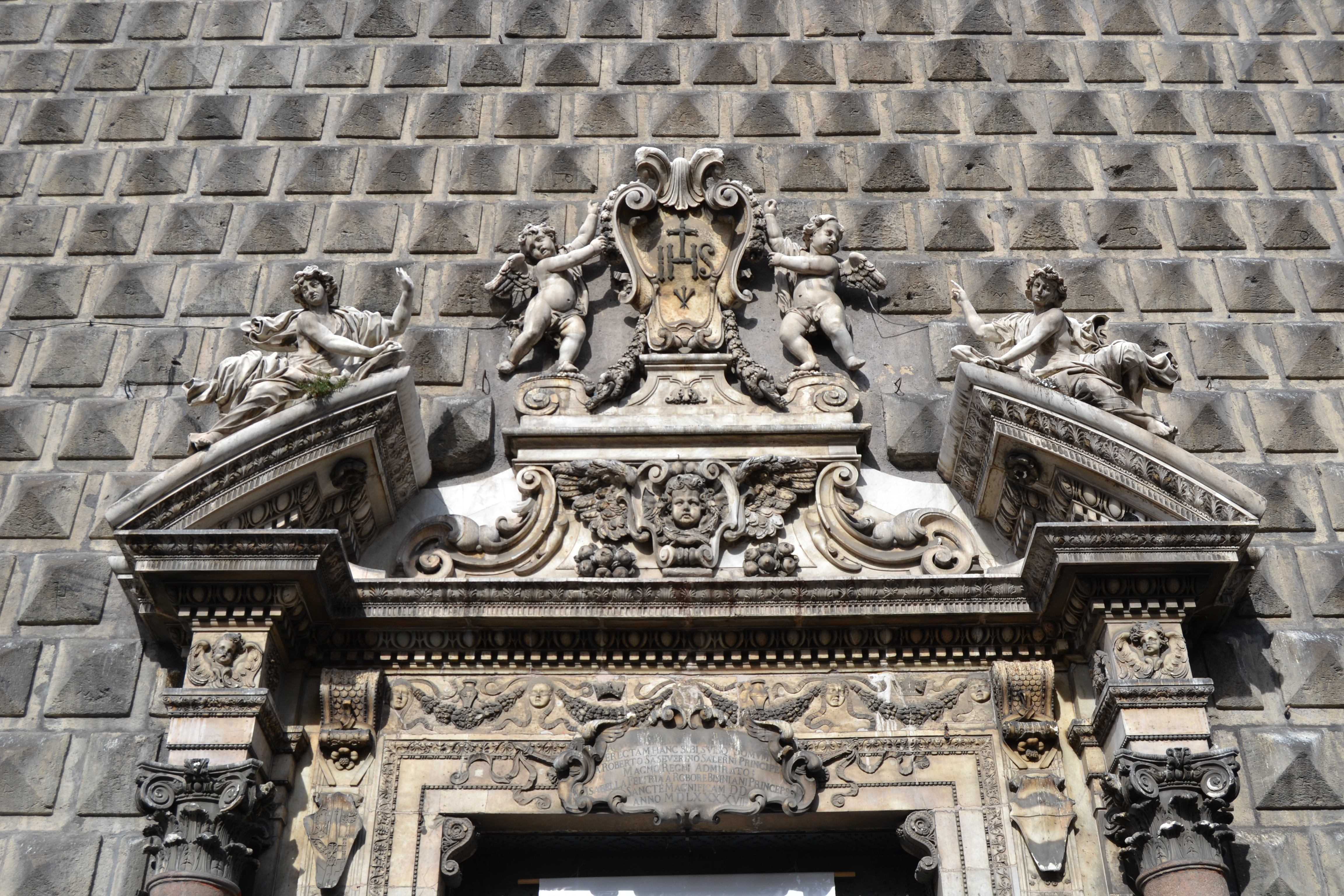
Detalle del portal tras las modificaciones barrocas.

También el portal de mármol es del Palazzo Sanseverino y data de principios del siglo XVI. Sin embargo, en 1695 los jesuitas realizaron algunas modificaciones en los finos bajorrelieves, en las ménsulas sobre las que se apoya el friso superior y en la cornisa: prolongando la cornisa del portal, añadieron a los lados dos columnas corintias de granito rojo, un frontón quebrado coronado por el escudo de la Compañía de Jesús (con dos querubines en el acto de sostener el escudo) y otros dos ángeles más grandes, uno a cada lado del frontón. Los ángeles y el frontón fueron realizados por Pietro y Bartolomeo Ghetti. El emblema de los jesuitas, colocado en el interior de un escudo oval, consiste en la cruz con el famoso monograma IHS del nombre de Jesús y, debajo de él, los tres clavos de la crucifixión de Cristo. Sobre las dos jambas del portal, al lado de los capiteles de las dos columnas, se colocaron los escudos de los Sanseverino y los Della Rovere que, en dimensiones mayores, están reproducidos también en la parte más alta del margen extremo derecho e izquierdo de la fachada, en las partes sin almohadillado, mientras que sobre el arquitrabe se añadió otro friso con cinco cabezas que sostienen cuatro guirnaldas de fruta. Desde cada cabeza se bifurcan cintas que forman curvas y volutas, mientras que las cuatro guirnaldas están coronadas por otros tantos emblemas, correspondientes también a los escudos de los Della Rovere y de los Sanseverino (en versión reducida), alternados por dos coronas (la cabeza central, desafortunadamente, se ha perdido completamente).
Las ventanas y las puertas menores fueron diseñadas por otro arquitecto jesuita, Provedi. Valeriano conservó solo la fachada almohadillada del palacio nobiliario, sacrificando el patio porticado, las ricas salas decoradas con frescos y los jardines. De hecho, aunque el almohadillado de la iglesia se presenta de particular belleza, no armoniza totalmente con el portal clásico. En consecuencia, la combinación de estos dos elementos determina un doble efecto arquitectónico: heterogéneo en el plano puramente formal, pero extremadamente original en el plano artístico. Los portales menores son del siglo XVI: la decoración de los batientes con láminas de metal fue realizada a caballo entre los siglos XVII y XVIII.

#### El misterio de las marcas en el almohadillado
En el Renacimiento había en Nápoles algunos maestros de la piedra que se creía que eran capaces de cargarla de energía positiva para mantener alejadas las energías negativas. Las extrañas marcas que se reconocen en la fachada a los lados de las pirámides del almohadillado «a punta de diamante» (dispuestas de manera que pareciera que se repiten siguiendo un ritmo particular que dejara intuir una «clave» de lectura oculta) han dado lugar a una curiosa leyenda.

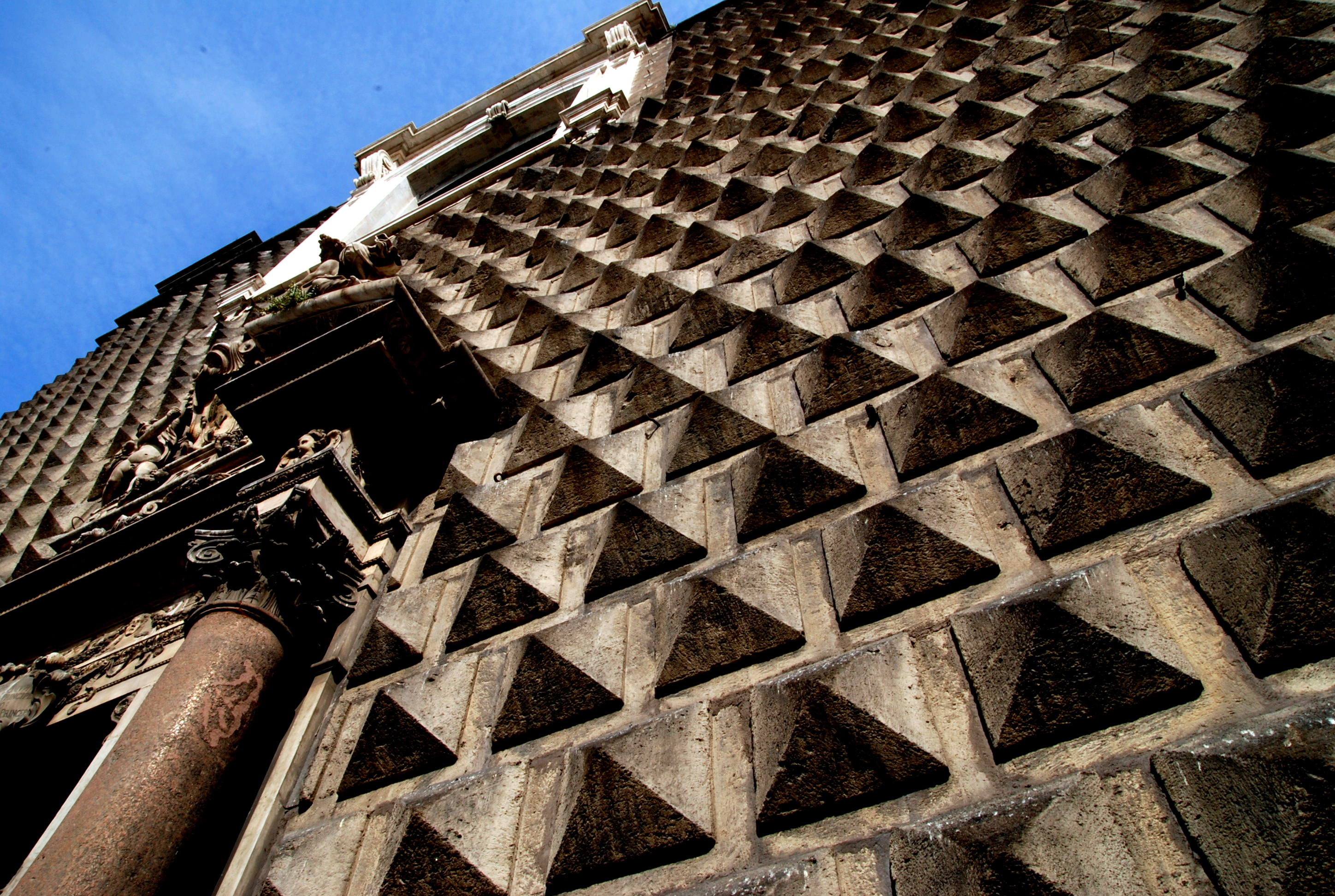
El almohadillado de la fachada.

La leyenda afirma que quien hizo construir el palacio (que en este punto se debe suponer que fuera Roberto Sanseverino), quiso servirse durante su construcción de maestros del piperno que tenían conocimiento de secretos esotéricos, secretos transmitidos solo oralmente y bajo juramento de los maestros a los aprendices, capaces de cargar la piedra con energía positiva. Según la leyenda, las marcas misteriosas realizadas sobre las pirámides de la fachada tenían que ver con estos artes mágicos o conocimientos de alquimia: debían transmitir todas las fuerzas positivas y benévolas desde el exterior hacia el interior del palacio. Por impericia o malicia de los constructores, estas piedras marcadas no fueron colocadas correctamente, por lo que el efecto fue exactamente el opuesto: todo el magnetismo positivo era transmitido del interior hacia el exterior del edificio, atrayendo así todo tipo de desastres al lugar. Esta sería la razón por la que en el curso de los siglos se han producido tantas desgracias en esta zona: las confiscaciones de los bienes de los Sanseverino, la destrucción del palacio, el incendio de la iglesia, los repetidos derrumbes de la cúpula, las varias expulsiones de los jesuitas…
Sin embargo, en 2010 el historiador del arte Vincenzo De Pasquale y los musicólogos húngaros Csar Dors y Lòrànt Réz identificaron en las letras arameas grabadas en las pirámides las notas de una partitura que estaría constituida por la fachada de la iglesia, que debe leerse de derecha a izquierda y de abajo a arriba. Se trata de un concierto para instrumentos a plectro de una duración de casi tres cuartos de hora, al que los estudiosos que lo han descifrado han dado el nombre de Enigma. En este minucioso trabajo, al historiador del arte le fueron de ayuda los conocimientos matemáticos de Assunta Amato, los conocimientos arquitectónicos de Tullio Pojero y los conocimientos legales de Silvano Gravina. Esta interpretación ha sido puesta en duda por el estudioso de hermetismo y simbología esotérica Stanislao Scognamiglio, que ha sostenido que las marcas no son caracteres del alfabeto arameo, sino que pueden ser asimilables a los símbolos operativos de los laboratorios de alquimia en uso hasta el siglo XVIII.

### Interior

#### Planta
| 1. Capilla de los Santos Mártires 2. Capilla de la Natividad 3. Capilla de san Ignacio de Loyola 4. Sacristía 5. Capilla del Crucifijo y de san Ciro 6. Capilla de san Francisco de Jerónimo 7. Ábside 8. Capilla del Sagrado Corazón 9. Capilla de san Francisco de Borja 10. Oratorio de san Giuseppe Moscati 11. Capilla de san Francisco Javier 12. Cúpula 13. Capilla de la Visitación (o de san Giuseppe Moscati) 14. Capilla de san Carlos Borromeo | Planta. |

#### Naves y presbiterio

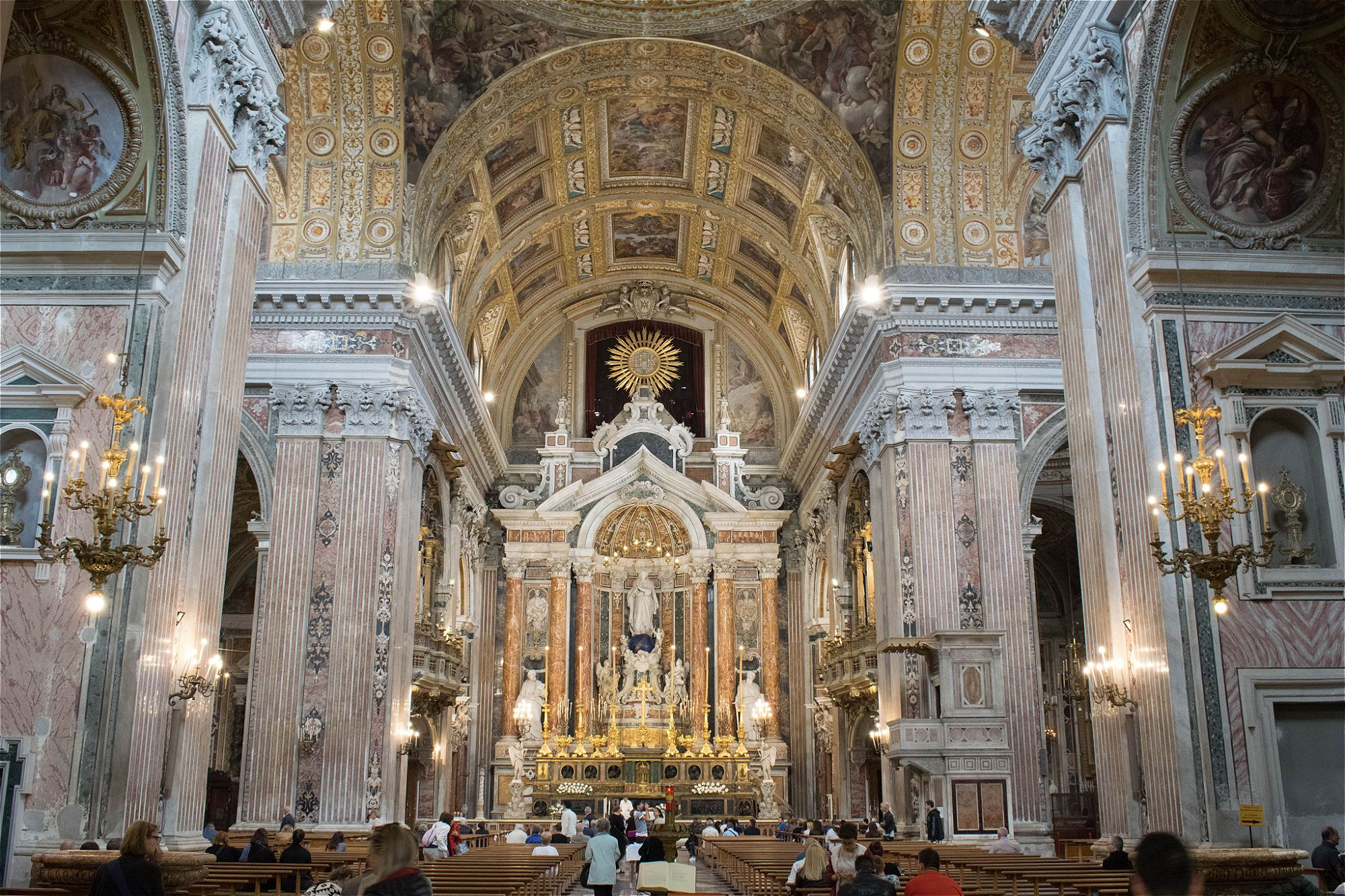
La nave central.

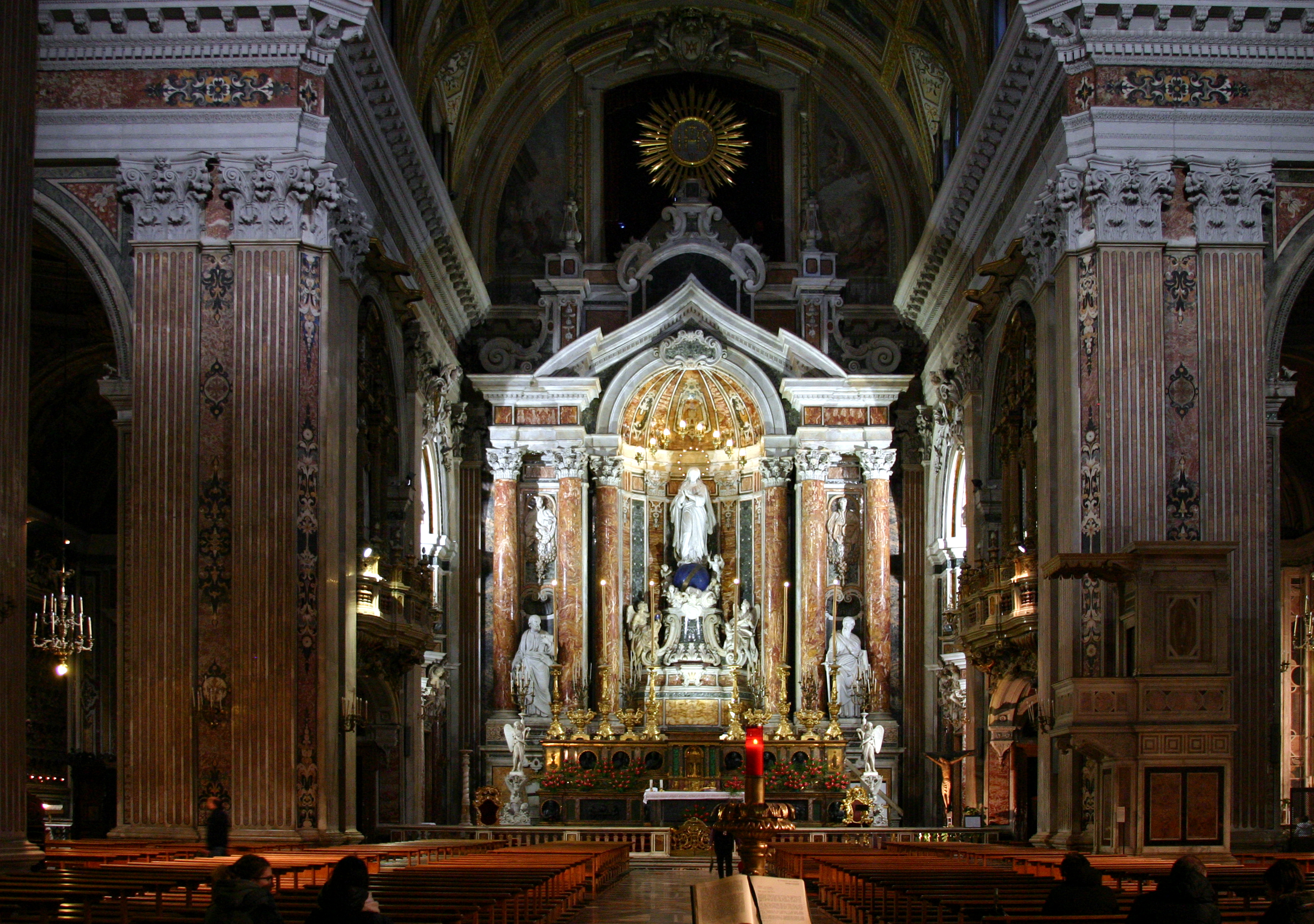
El altar mayor.

El interior, rico en decoraciones de mármol realizadas por Fanzago en 1630, es a cruz griega con el brazo longitudinal ligeramente alargado. Presenta una cúpula en correspondencia con el centro del transepto y diez capillas laterales, cinco por lado, de las cuales dos están colocadas al lado del ábside, a lo largo de la pared presbiterial.
En la contrafachada hay frescos de Francesco Solimena de 1725 sobre la Expulsión de Eliodoro del templo (en la nave central) y de su escuela (en las naves laterales). Las bóvedas de cañón fueron pintadas por Belisario Corenzio entre 1636 y 1638, y algunas de ellas repintadas posteriormente por Paolo De Matteis unos cincuenta años después a causa de los daños producidos por el terremoto del 1688, y representan a lo largo de la nave escenas sobre el Nombre de Jesús.

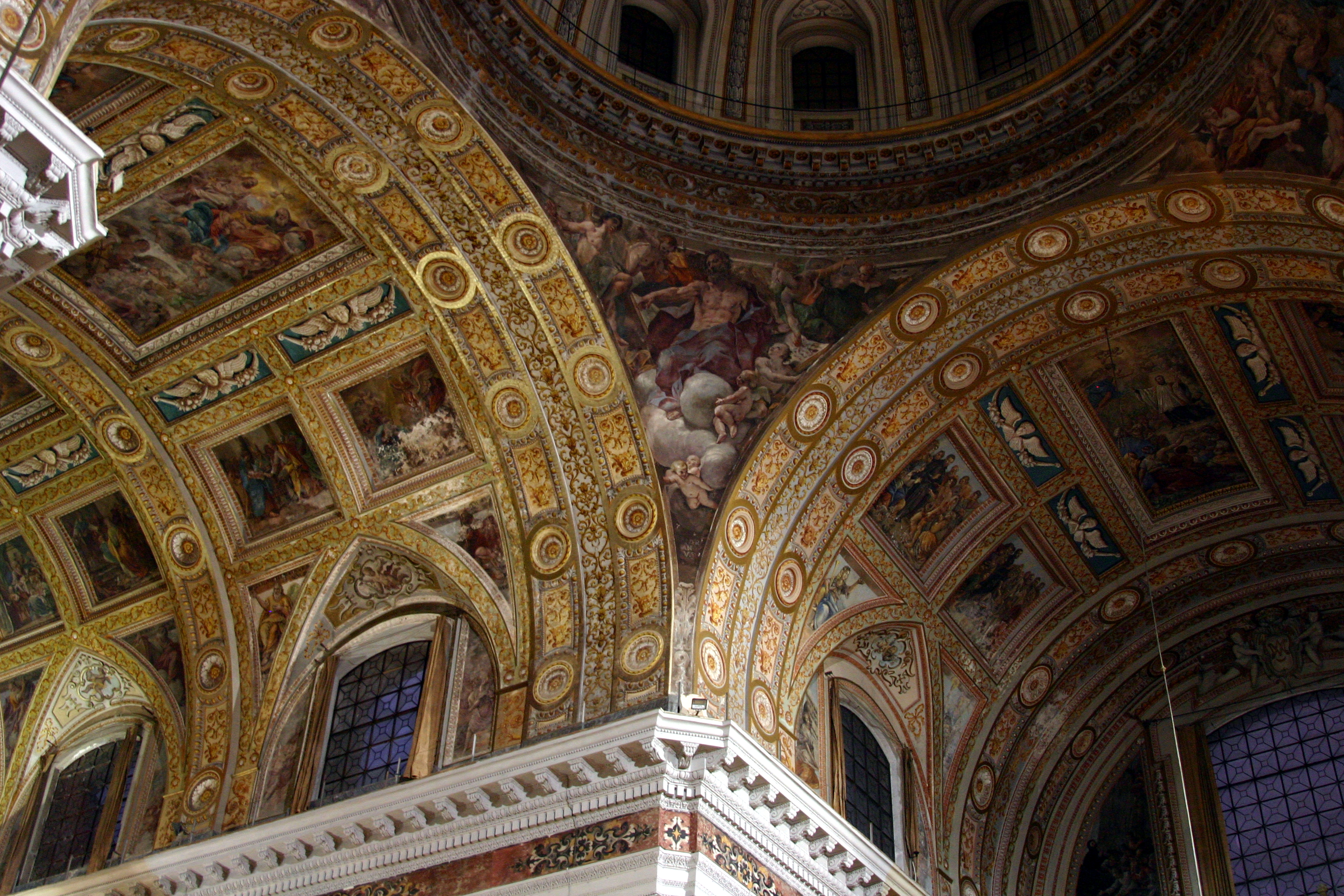
Imagen de los frescos del techo.

La cúpula, reconstruida por Ignazio di Nardo y consolidada por una estructura de hormigón armado, presenta un casquete esférico con ventanas de luneta; las decoraciones de estuco retoman el motivo del casetonado mientras que en las pechinas de la falsa cúpula hay frescos de los cuatro evangelistas, restos del ciclo de principios del siglo XVII de Giovanni Lanfranco.
En la iglesia hay dos órganos, elevados respecto a la nave central, en la zona del ábside. Uno data de en torno a 1640 y es de Vincenzo Miraglia, pero no es utilizable. El otro, restaurado por Gustavo Zanin en 1989 reutilizando la caja barroca y parte del material fónico del precedente instrumento del siglo XVII, es obra de Pompeo de Franco. El instrumento, de transmisión mixta, mecánica para los teclados y electrónica para los registros y las combinaciones, tiene dos teclados de 61 notas cada uno y un pedalero de 32.
La tribuna está decorada con frescos de Massimo Stanzione, mientras que, realizada a caballo entre los siglos XVII y XVIII por Cosimo Fanzago, en la pared principal hay una estructura de mármoles policromos con seis columnas de alabastro en cuyo centro hay una hornacina que alberga la Virgen de 1859 de Antonio Busciolano con dos altorrelieves en los lados de la escuela de Domenico Antonio Vaccaro que representan a San Ignacio de Loyola y a San Francisco Javier, y debajo de ellos dos esculturas Busciolano que representan a San Pedro y a San Pablo. El grupo de ángeles que sostiene el globo sobre el que está colocada la Virgen data del siglo XVIII y es obra de artistas desconocidos. Finalmente, el altar mayor es una obra de mediados del siglo XIX proyectada por el jesuita Ercole Giuseppe Grossi y ejecutada por Raffaele Postiglione.

#### Capillas de la nave izquierda
En la nave izquierda se abren en total cinco capillas: tres grandes capillas están a lo largo de la nave, una aún más grande corresponde a la parte terminal del transepto (después de la segunda capilla) y una última actúa como «ábside de la nave».
La primera capilla, de los Santos Mártires, presenta una decoración de mármol datable a la segunda década del siglo XVII realizada por Costantino Marasi, esculturas de 1613 de Girolamo D'Auria y Tommaso Montani que representan a San Esteban y a San Lorenzo, un retablo de Azzolino con la Virgen, el Niño y los Santos Mártires, y finalmente frescos de Corenzio de la primera década del siglo XVII.

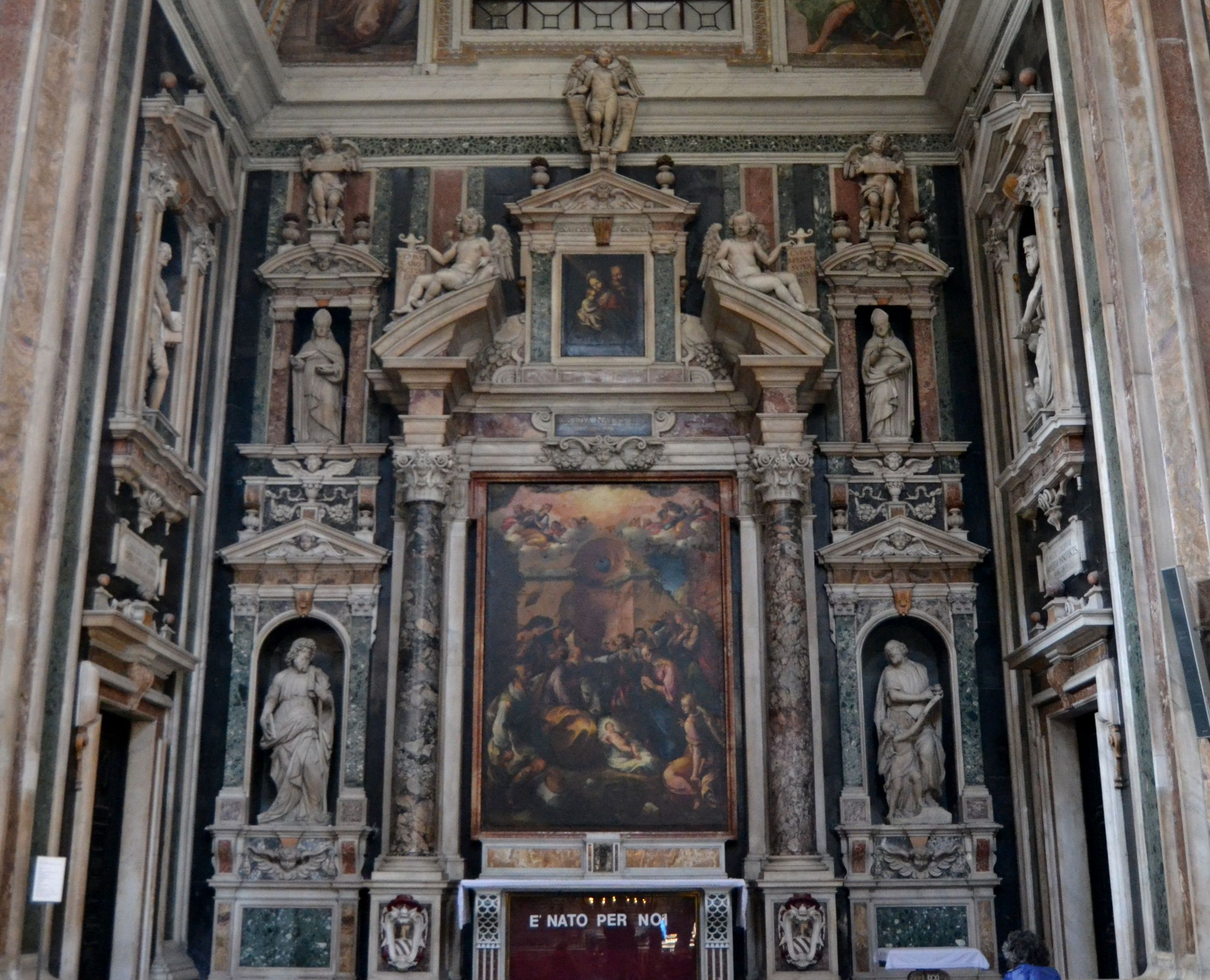
La capilla de la Natividad (segunda capilla de la nave izquierda).

La segunda capilla, dedicada a la Natividad (llamada también capilla Fornari, por el nombre de la persona que la encargó, Ferrante Fornari), está adornada con decoraciones pictóricas de Corenzio, que en 1601 decoró con frescos la cúpula y las bóvedas con historias sobre la Natividad de Cristo, David e Isaías, y con el retablo de Girolamo Imparato, que ejecutó en 1602 la escena de la Natividad. La capilla tiene en su fulcro artístico el grupo compuesto por once esculturas datadas en 1601. En la pared frontal están colocados abajo el San Andrés de Michelangelo Naccherino, a la izquierda, y el San Mateo y el Ángel de Pietro Bernini, a la derecha. Arriba el altar está coronado por una decoración de mármol compuesta en los lados por dos figuras de santos de Tommaso Montani, San Genaro a la izquierda y San Nicolás a la derecha, y todavía más arriba por cinco Ángeles realizados por Francesco Cassano y Giovanni Maria Valentini y colocados a lo largo del tímpano, en cuyo centro está enmarcado un cuadro del siglo XVII de la Virgen con el Niño atribuido también a Imparato. También son de Cassano y Valentini, junto con Mario y Costantino Marasi, las decoraciones de mármol de la capilla y de la barandilla. En las paredes laterales, finalmente, están colocadas en lo alto las estatuas de San Juan Evangelista, a la derecha, realizada por Girolamo D'Auria, mientras que a la izquierda está el San Juan Bautista de la escuela de Naccherino.

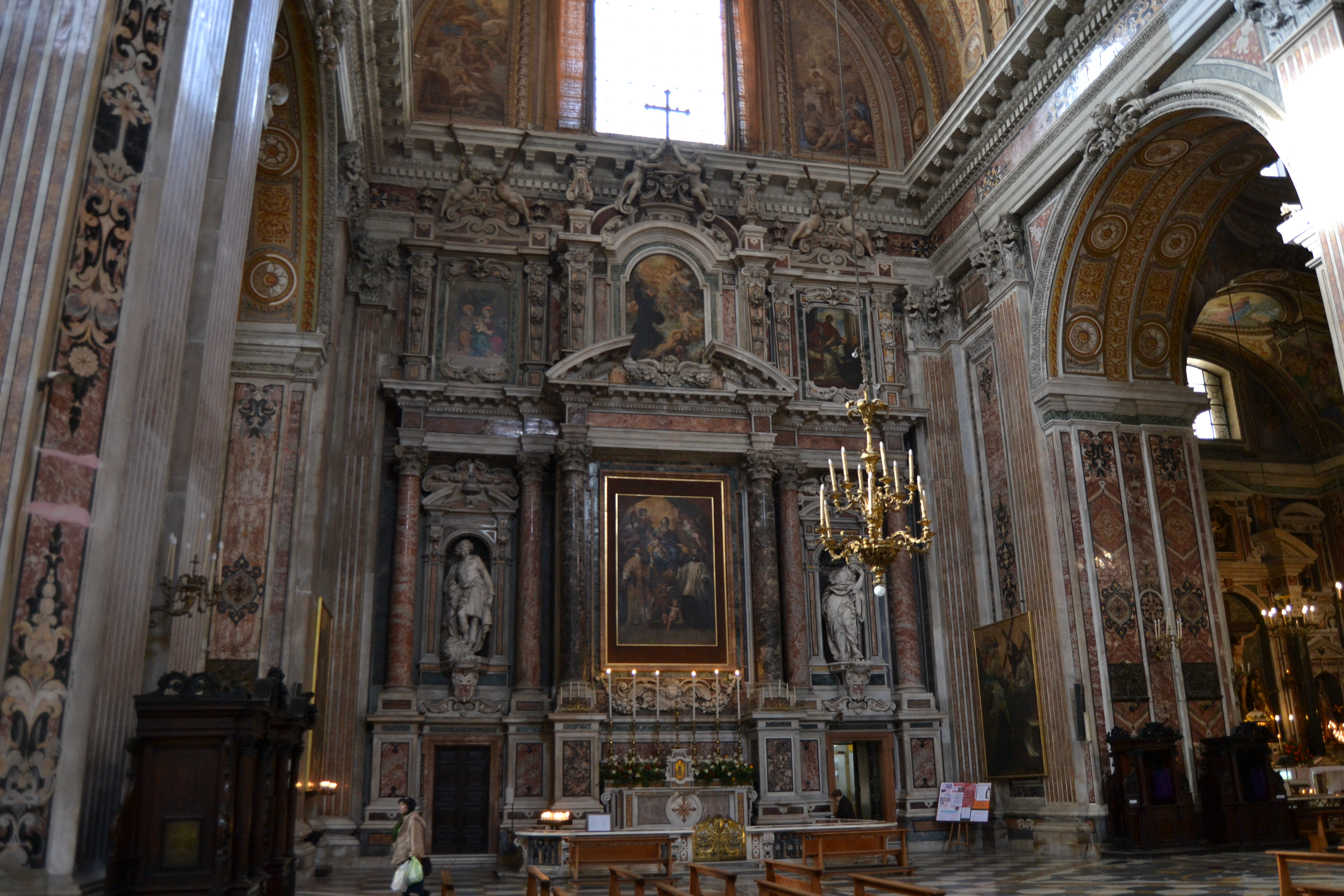
La capilla de san Ignacio de Loyola (transepto izquierdo).

La capilla de san Ignacio de Loyola, fundador de los jesuitas, corresponde a la pared principal del transepto izquierdo: fue decorada por Cosimo Fanzago, Costantino Marasi y Andrea Lazzari en cuanto a arquitectura y mármoles, mientras que las estatuas de David y Jeremías a los lados del altar (1643-1654) fueron realizadas por el propio Fanzago. El retablo es de Paolo De Matteis con una Virgen con el Niño entre san Ignacio de Loyola y san Francisco Javier de 1715. Este retablo, proveniente de la iglesia de Monteoliveto de Tarento (antigua iglesia del Gesù y actual Santuario de la Madonna della Salute), sustituyó al retablo original de Girolamo Imparato, Visión de san Ignacio en La Storta, actualmente visible en la pared derecha de la capilla. En lo alto, en el centro y a la derecha del altar, están colocadas dos telas de Jusepe de Ribera que representan la Gloria de san Ignacio y el Papa Pablo III aprueba la regla de san Ignacio, ambas de 1643-1644. También en lo alto, a la izquierda de las telas de Ribera, hay una Virgen con el Niño y santa Ana, de desconocido pintor campano del siglo XVI, proveniente de la Iglesia de Sant'Aniello a Caponapoli (en lugar del original San Ignacio escribe el Libro de los Ejercicios Espirituales de Ribera, que fue destruido en los bombardeos de la Segunda Guerra Mundial). En la pared izquierda se encuentra una Santísima Trinidad y Santos, atribuida a Agostino Beltrano (pero según otros obra de Guercino o de Battistello Caracciolo), originalmente en la capilla del Sagrado Corazón, en el lado derecho de la iglesia. En la bóveda y en los paneles que hay a los lados de la ventana superior se observan frescos de Corenzio sobre San Ignacio de Loyola. Una puerta a la derecha del altar conduce a la sacristía, decorada por muebles del siglo XVII, un altar y un lavabo de Dionisio Lazzari y decoraciones barrocas en estuco dorado sobre fondo blanco a lo largo de las paredes y la bóveda, con un fresco de 1652 de Aniello Falcone sobre San Miguel que arroja a los ángeles rebeldes en el centro de esta última.
La capilla del Crucifijo y de san Ciro, colocada en la pared presbiterial de fondo, fue diseñada por Dionisio Lazzari en 1659 y tiene frescos de Giovanni Battista Beinaschi del último cuarto del siglo XVII y un destacable grupo escultórico de madera de la segunda mitad del siglo XVI de Francesco Mollica que representa la escena de la Crucifixión de Cristo; el pavimento es de los hermanos Muzio y Giovan Battista Nauclerio.
La última capilla, de san Francisco de Jerónimo (o capilla Ravaschieri, por el nombre de la familia que lo encargó), que actúa como ábside de la nave izquierda, presenta mármoles dibujados por Giuseppe Bastelli, Domenico di Nardo, Donato Gallone y restos de frescos de Francesco Solimena. En el centro hay un grupo escultórico dedicado a San Francisco de Jerónimo realizado por Francesco Jerace, y en las dos paredes laterales hay dos grandes lipsanotecas de madera de Giovan Domenico Vinaccia que contienen más de setenta bustos relicarios.

#### Capillas de la nave derecha
La nave derecha tiene el mismo esquema de la izquierda, con dos capillas laterales, la capilla del transepto y posteriormente las dos presbiteriales, una sobre la pared de fondo y otra al lado del ábside de la nave.
La primera capilla está dedicada a san Carlos Borromeo y presenta decoraciones de mármol de Costantino Marasi y Vitale Finelli, y dos esculturas de Fanzago sobre San Aspreno y San Aniello en las paredes laterales, quien ejecutó también los Ángeles en el tímpano de la pared principal en 1620, mientras que los frescos sobre el santo en la bóveda y el retablo son de Giovanni Bernardino Azzolino.
La segunda capilla (llamada también de la Visitación) está dedicada a san Giuseppe Moscati y conserva un cuadro sobre el altar de Massimo Stanzione sobre la Visitación, mientras que las decoraciones en mármoles policromos son de Fanzago. En la cúpula de la crujía delantera hay restos de frescos de Luca Giordano, mientras que los Ángeles en las hornacinas son de Andrea Falcone.

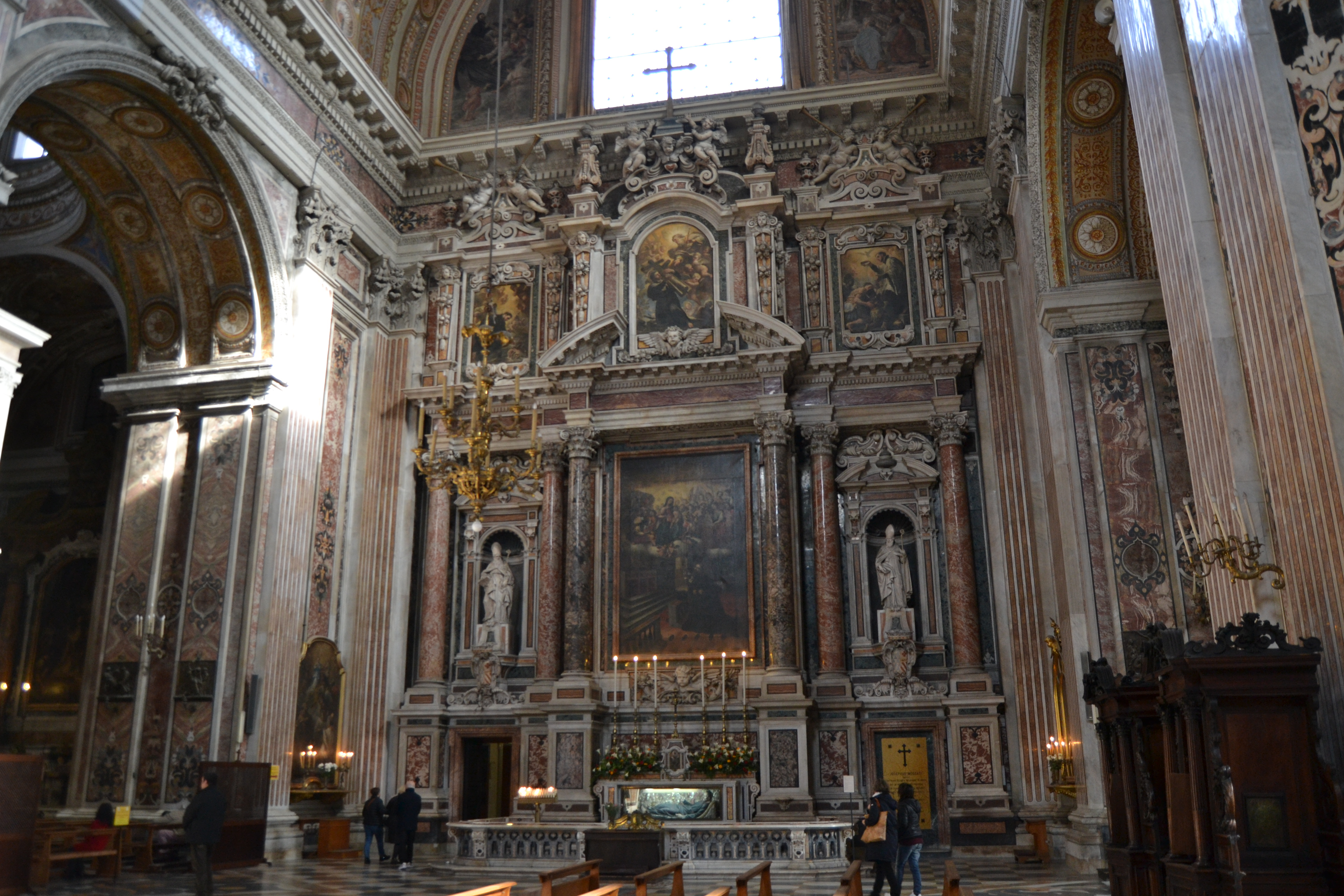
La capilla de san Francisco Javier (transepto derecho).

La capilla de san Francisco Javier corresponde al altar del lado derecho del transepto: está adornada con cuadros de Luca Giordano y decoraciones de mármol de Giuliano Finelli, Donato Vannelli y Antonio Solaro, mientras que las esculturas son de Cosimo Fanzago. Las telas de Luca Giordano sobre san Francisco Javier son: San Francisco Javier encuentra el Crucifijo en el mar, El santo cargado con las cruces y El santo bautizando a los indios, todas de entre 1690 y 1692, colocadas respectivamente a la izquierda, en el centro y a la derecha sobre el altar; hay además una Virgen del Rosario de Fabrizio Santafede en la pared de la derecha, y ciclos de frescos sobre San Francisco Javier de Corenzio y de De Matteis en la bóveda. Son de Fanzago las dos esculturas que representan a San Ambrosio y a Sant'Agostino, ambas datadas en 1621, situadas a los lados del altar, sobre el cual hay un San Francisco Javier en éxtasis de Azzolino. Sobre la pared izquierda de la capilla está la tela La Virgen Niña con santa Ana, san José, san Joaquín, san Francisco de Gerónimo y san Ciro, de Ludovico Mazzanti, de 1720. A la izquierda del altar, además, una puerta da acceso al oratorio de san Giuseppe Moscati, donde se exponen algunos manuscritos del santo, fotografías históricas suyas, algunos rosarios y los antiguos muebles de las habitaciones del santo (dormitorio y estudio), donadas por la hermana del médico a la congregación de los jesuitas de Nápoles y reproducidas posteriormente en la iglesia.
Superado el transepto se abren las dos capillas presbiteriales de la nave derecha: la capilla de san Francisco de Borja, en la pared del fondo, y la del Sagrado Corazón, que actúa como ábside derecho de la iglesia. La capilla de san Francisco de Borja está enriquecida únicamente con obras del siglo XVIII, debido a que fue destruida después del terremoto de 1688: presenta frescos de Angelo Mozzillo y el retablo San Francisco de Borja en plegaria delante del Santísimo Sacramento de Sebastiano Conca, mientras que los mármoles fueron diseñados, también en el siglo XVIII, por Giuseppe Astarita. Por su parte, la capilla del Sagrado Corazón tiene frescos de Belisario Corenzio en la bóveda y en las paredes laterales con Historias de los ángeles datables en 1605 y mármoles de los hermanos Mario y Costantino Marasi de la misma época.